# Guillermo Pereyra
Pour les articles homonymes, voir Pereyra.
Guillermo Ariel Pereyra (né le 20 février 1980 à Río Cuarto, dans la province de Córdoba) est un footballeur argentin.

## Biographie
Après avoir joué 95 matchs en Argentine, à River Plate, il a tenté l'aventure européenne au RCD Majorque.Il est resté 5 ans dans le club des Baléares où il était un titulaire indiscutable depuis son arrivée en janvier 2004.
Il décida, en mars 2008, de rejoindre le lucratif championnat russe, au MFK Lokomotiv.
Les Russes ont payé  3 millions d'euros pour acquérir ce joueur, qui a signé un contrat de trois ans. 

## Palmarès
| Saison | Club        | Titre                            |
| ------ | ----------- | -------------------------------- |
| 1999   | River Plate | Champion d'Argentine d'Apertura  |
| 2000   | River Plate | Champion d'Argentine de Clausura |
| 2002   | River Plate | Champion d'Argentine de Clausura |
| 2003   | River Plate | Champion d'Argentine de Clausura |